# Scutiger maculatus
Espèce
Synonymes
- Aelurophryne maculata Liu, 1950

Statut de conservation UICN

 CR B2ab(iii,v) : 
En danger critique
Scutiger maculatus est une espèce d'amphibiens de la famille des Megophryidae.

## Répartition
Cette espèce est endémique du centre de la République populaire de Chine. Elle se rencontre entre 3 300 et 3 500 m d'altitude, :
- dans le nord-ouest de la province du Sichuan dans le xian de Garzê ;
- dans l'est de la région autonome du Tibet dans le xian de Jomda.

## Publication originale
- Liu, 1950 : Amphibians of Western China. Fieldiana Zoology Memoirs, vol. 2, p. 1-400 (texte intégral).